# Björn Wesström
Björn Tom Wesström, född 11 september 1972 i Upplands Väsby, är en svensk sportchef och tidigare klubbdirektör och VD i AIK. 
Som ung spelade Wesström pojkfotboll i AIK. Han anställdes 1999 i klubben och har sedan dess arbetat heltid med fotboll. Sitt första senioruppdrag gjorde Wesström som tränare i delat ledarskap med Mikael Stahre 2007 när duon var anställd av AIK för att driva samarbetsklubben Väsby United i division 1 norra. Väsby United slutade tvåa i division 1 och kvalificerade sig för första gången i klubbens historia via sportslig prestation för landets näst högsta serie Superettan. 2008 internrekryterades Wesström till rollen som scoutingchef för AIK:s herrlag. 2009 utsågs Wesström till sportchef för herrlaget, där han verkade fram till sommaren 2010. Under sportchefsperioden vann AIK Allsvenskan och Svenska cupen en gång och Supercupen två gånger. 2011 återgick Wesström till sin scoutingchefstjänst och den 31 maj 2013 utsågs han som första person för andra gången till sportchef för AIK:s herrar. Han utsågs till VD för AIK Fotboll inför säsongen 2020.